# Vejle
Vejle (dánsky  ˈʋɑi̯lə) je město na jihu Jutského poloostrova, v místě, kde se řeka Vejle vlévá do Vejle Fjordu. S více než šedesáti tisíci obyvateli je devátým největším městem Dánska a je hlavním městem regionu Syddanmark. Název města pochází ze starovikingského slova wæthel — brod. První písemná zmínka o městě pochází z roku 1256, v roce 1327 udělil Valdemar III. Dánský Vejle městská práva. V 19. a 20. století bylo Vejle centrem textilního průmyslu, který zaměstnával až čtvrtinu obyvatel, a říkalo se mu Dánský Manchester. Poslední textilní továrna byla uzavřena v roce 1993. V současnosti je základem ekonomiky města továrna na žvýkačky Dandy a přístav, druhý největší v Dánsku. V letech 1919 až 1994 vládli na radnici Sociální demokraté (Dánsko).
Ve městě působí fotbalový tým Vejle Boldklub, pětinásobný mistr Dánska. Turistickou atrakcí je historický větrný mlýn, futuristický obytný komplex Bølgen (Vlna) a kostel svatého Mikuláše ze 13. století, v němž je vystavena Dronning Gunhild, mumie ženy z doby železné. Ve městě sídlí významná galerie Vejle Kunstmuseum. Lesnaté okolí města slouží k rekreaci. V nedalekém Billundu se nachází Legoland.

## Rodáci
- Harald Kidde – spisovatel
- Lars Løkke Rasmussen – politik
- Allan Simonsen – fotbalista
- Lili Elbe – malířka, transsexuální žena
- Johnny Hansen – fotbalista

## Fotogalerie

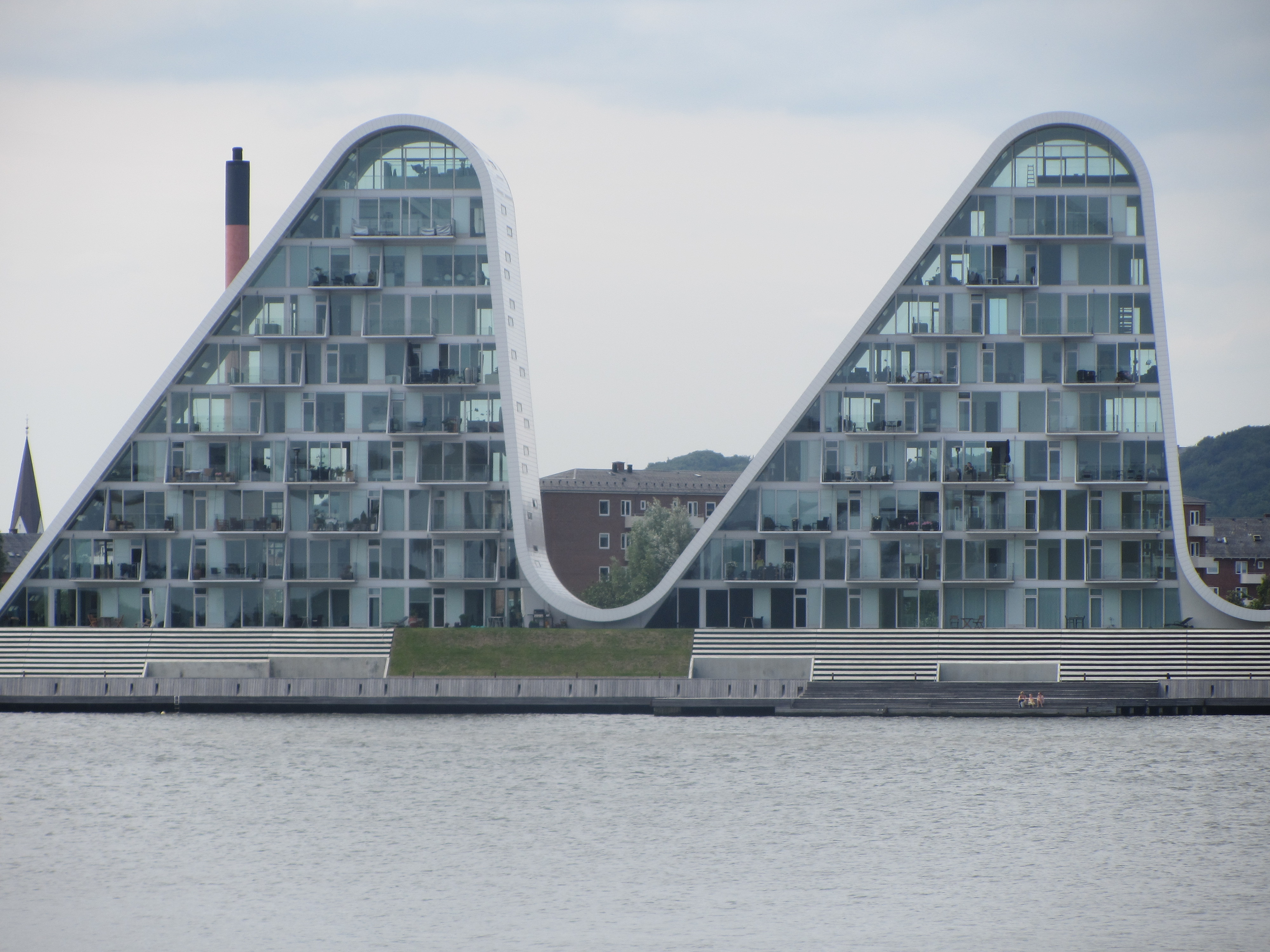
Vlna
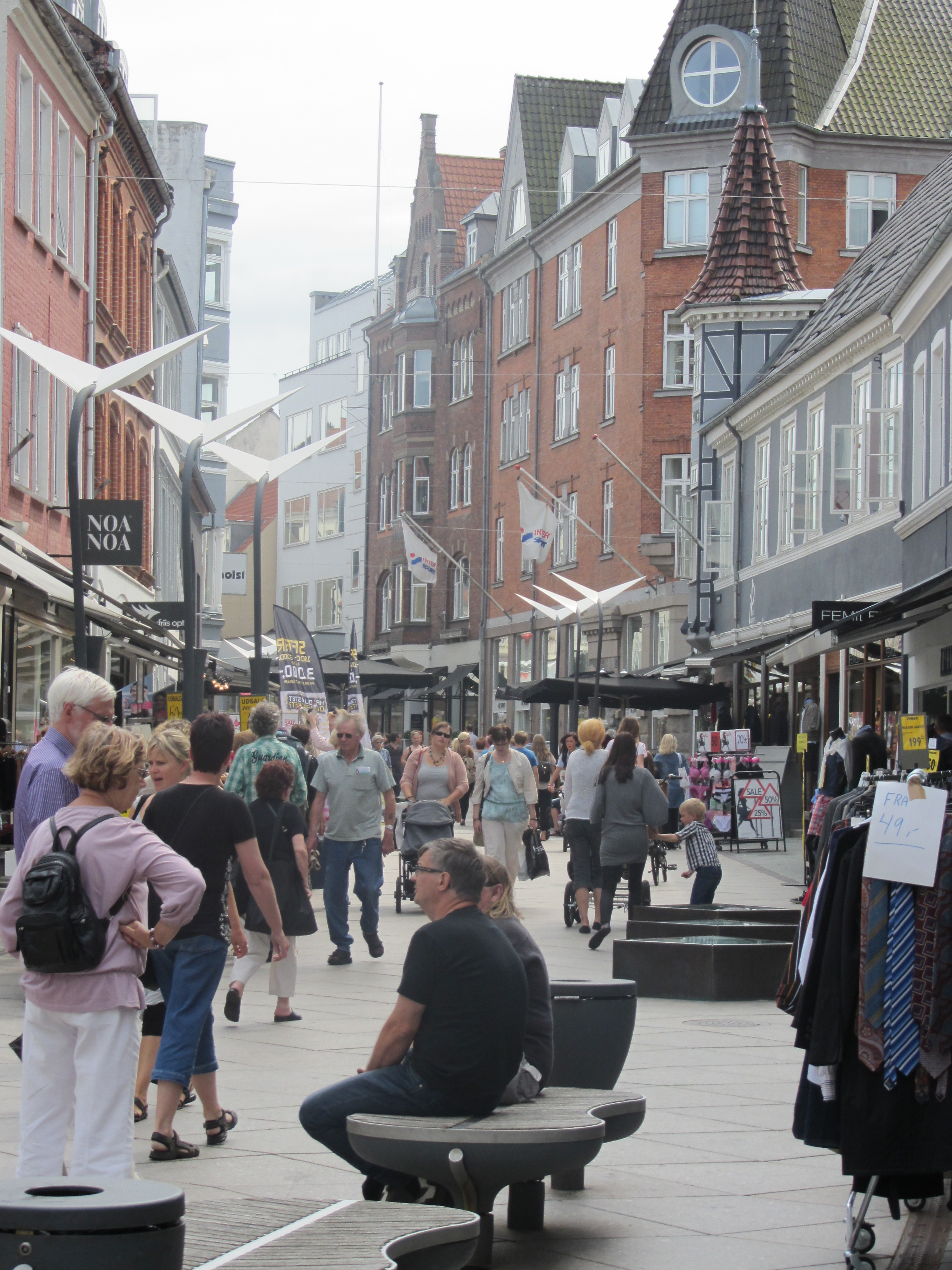
Nákupní a pěší zóna
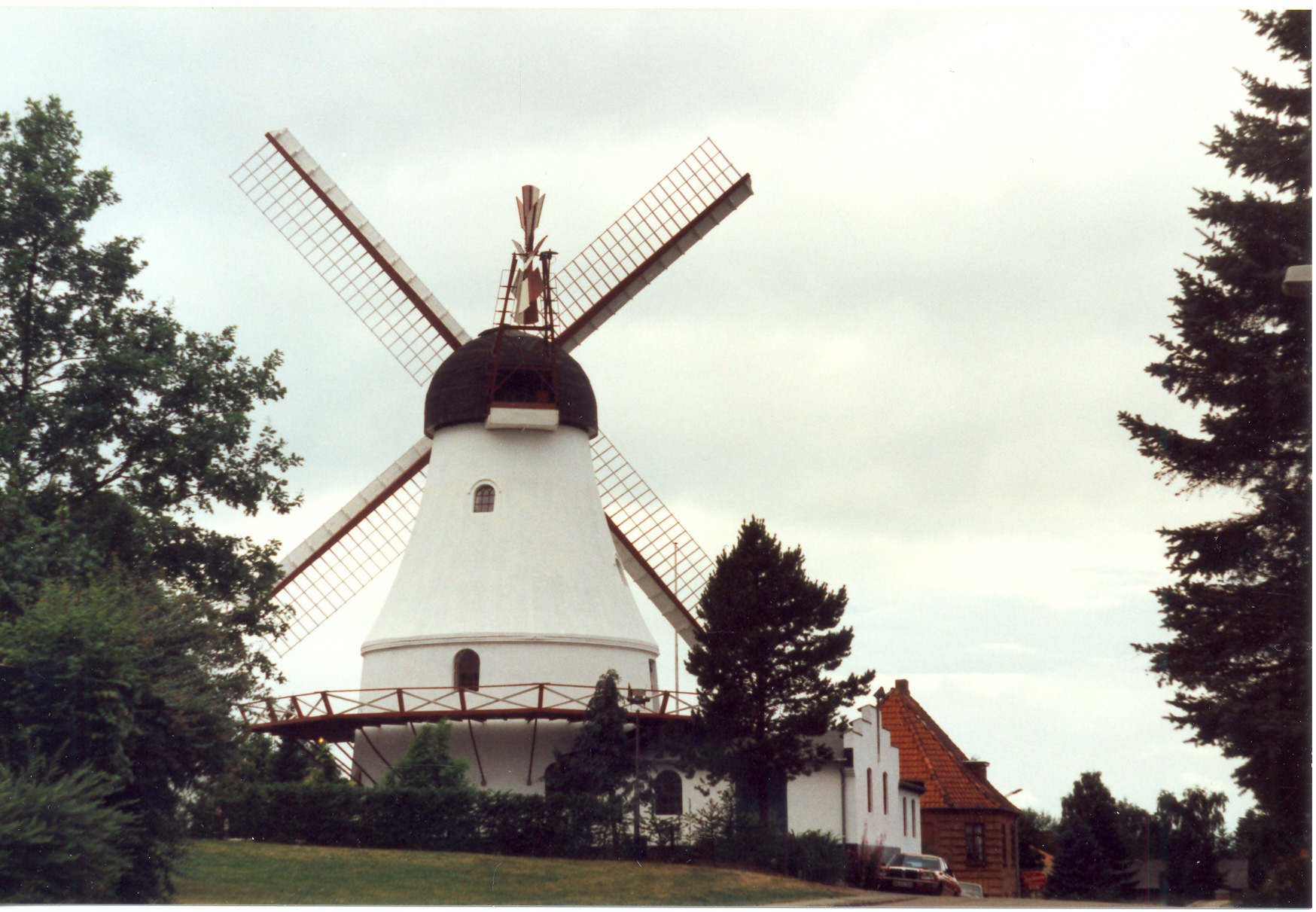
Větrný mlýn
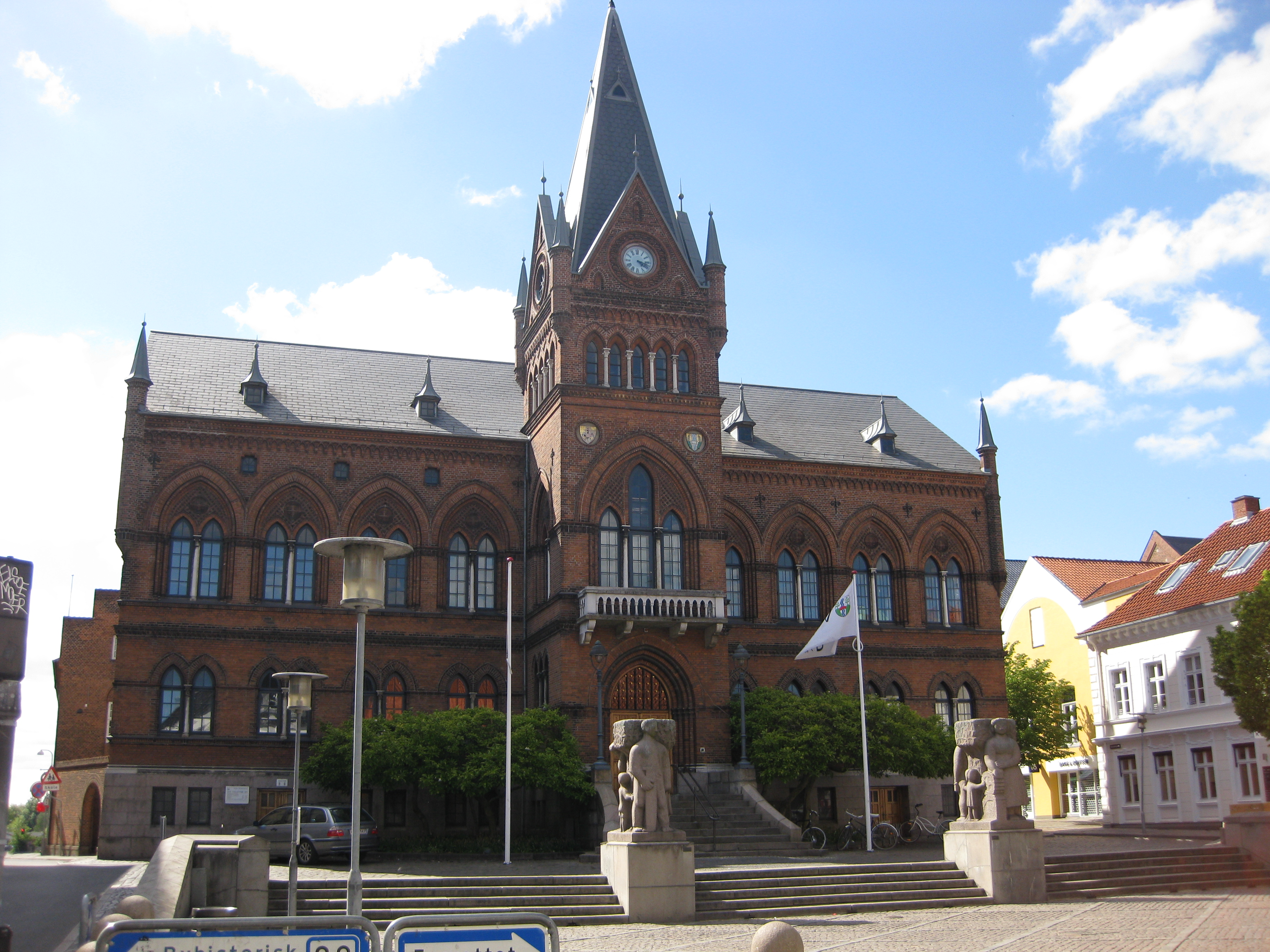
Radnice